# Šaktismus
Šaktismus (v sanskrtu शाक्तं, śāktaṃ) je tradice hinduismu zaměřená na uctívání Šakti či Déví coby absolutní síly. Spolu se šivaismem a višnuismem patří ke třem hlavním proudům moderního hinduismu.
Stoupenci šaktismu, označovaní jako šáktové či šaktisté, považují Déví za nejvyšší brahma, věčné absolutno udržující celý vesmír. Všechny další projevy božství, ať už mužské či ženské, jsou jen dalšími projevy jediné Déví. V detailech náboženské filosofie i praxe se šaktismus podobá šivaismu, avšak šaktisté se primárně zaměřují na uctívání šakti coby dynamického a ženského aspektu nejvyššího božství. V menší míře je šaktisty uctíván i Šiva, avšak hraje roli jen pomocného božstva.
Kořeny šaktismu sahají k nejstarším známým výskytům bohyně v období indického paleolitu před více než 22 000 lety. Během harappského období došlo k propracování kultu, v době véd šaktismus částečně ustoupil do pozadí, aby v klasickém období sanskrtské tradice zažil znovuoživení a masivní rozšíření. Někteří badatelé dokonce přirovnávají dějiny hinduistické tradice k znovuoživování ženskosti. Šaktismus v průběhu svých dějin inspiroval mnoho významných prací sanskrtské literatury i hinduistické filozofie. Je rozšířen prakticky po celém Indickém subkontinentu, v tantrické i netantrické podobě. I přes různorodost šaktismu v jednotlivých oblastech se dají rozpoznat dva hlavní proudy šaktické tradice, a to šríkula (rodina Šrí), která je rozšířena zejména v jižní Indii, a kálíkula (rodina Kálí), jejíž rozšíření připadá zejména na sever a východ Indie.

## Základy nauky

### Šakti a Šiva

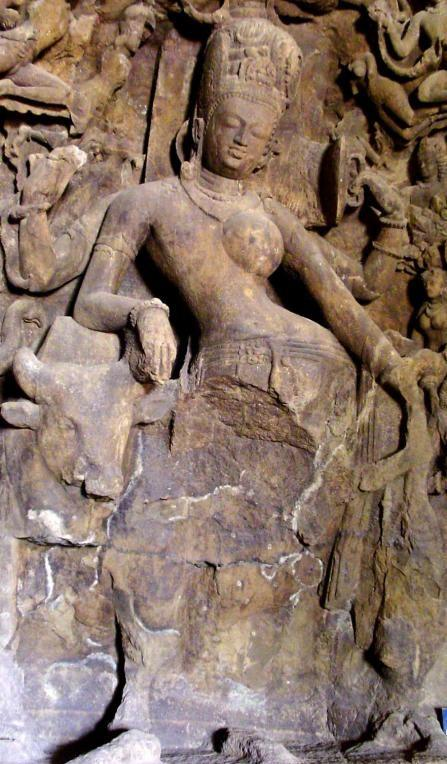
Ardhanárí, androgynní božstvo složené ze Šivy a šakti, zde v podobě Párvatí (5. století, skalní reliéf, jeskyně Elefanta, Maháráštra)

Šáktové považují Déví za absolutní a nejvyšší možnou formu božství. Bohyně je považována za zdroj všeho stvořeného, za ztělesnění stvořeného i za oduševňující sílu, která vše stvořené ovládá. Dalo by se říci, že v žádném jiném náboženství světa se nevyskytuje tak zcela žensky orientovaný systém.
I přes takto silně ženskou orientaci šaktismus neodmítá myšlenku mužských či bezpohlavních božstev, avšak nepřipouští, že by mohla být nějak činná bez přítomnosti šakti. Indický filosof Ádi Šankara (přelom 8. a 9. století) o tom napsal: „Jestliže je Šiva ve spojení s šakti, je schopen tvořit. Jestliže však není, není schopen se ani pohnout.“ Toto je přitom základní princip šaktismu, který je ilustrován častým vyobrazování Kálí kráčející po zdánlivě mrtvém těle Šivy. Obecně se dá říci, že šakti je kosmos sám o sobě; je to ztělesnění energie, dynamismu a motivující síly stojící za veškerým děním a existencí materiálního světa. Šiva je pak její transcendentní maskulinní aspekt. „Není Šiva bez šakti nebo šakti bez Šivy. Oba jsou jedno.“
Historik V. R. Rámačandra Díkšitar to vyjádřil následovně: „Šaktismus je dynamický hinduismus. Dokonalost šaktismu spočívá v prohlášení šakti za vědomí a zároveň ve ztotožnění šakti s brahma. Zkrátka a dobře, brahma je statická šakti a šakti je dynamický brahma.“ V náboženském umění je tato kosmická dynamika zachycována pomocí androgynního božstva Ardhanárí, které je napůl Šiva a napůl Šakti.
Stoupenci šaktismu pohlížejí na Déví jako na zdroj, podstatu i esenci všeho stvoření včetně samotného Šivy. V hlavním šaktickém textu Dévíbhágavata puráně Déví prohlašuje:
| „ | „Já jsem zjevené božství, nezjevené božství i transcendentní božství. Já jsem Brahmá, Višnu a Šiva, stejně jako Sarasvatí, Lakšmí a Párvatí. Já jsem Slunce a já jsem hvězdy a já jsem také Měsíc. Já jsem všechna zvířata a ptáci, já jsem mimo všechny kasty a stejně tak jsem zlodějka. Já jsem bídná osoba strašlivých činů a vznešená osoba vynikajících činů. Já jsem žena, já jsem muž, já jsem bezpohlavní.“ | “ |

Religionista C. MacKenzie Brown to vysvětluje tak, že šaktismus zřetelně zdůrazňuje, že ze dvou pohlaví to ženské reprezentuje dominantní sílu universa. Pokud existuje nějaký nejzazší princip, musí být do něj zahrnuta obě pohlaví. Ženský a mužský princip jsou totiž dva aspekty jednoho božství, oné transcendentní reality, kterou sice přesahují, avšak stále i zahrnují.

### Vztah ktantře

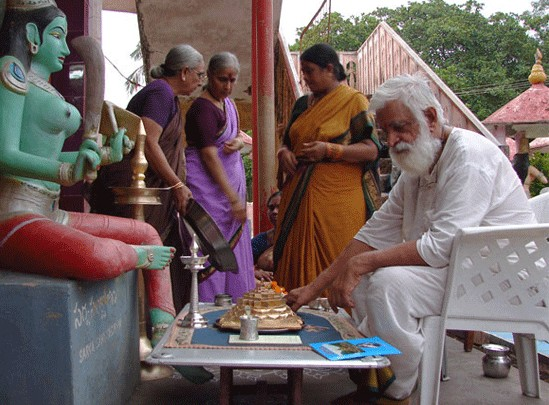
Šaktický guru z tradice šrívidjá při vykonávání púdži (chrámový komplex Dévípúrám, Ándhrapradéš, 2005)

Chápaní šaktismu jako něčeho, co je v úzkém spojení s tantrou, je široce rozšířený omyl. Tantrismus je nejednoznačný, často provokativní koncept, který se vyznačuje vším od ortodoxních chrámových bohoslužeb v jižní Indii přes černou magii a okultní praktiky provozované na severu Indie až po ritualizované sexuální praktiky (někdy označované též jako „neotantra“) na Západě. Ve skutečnosti zdaleka ne všechny formy šaktismu jsou ve spojení s tantrou, stejně jako ne všechny tantrické proudy jsou spojeny se šaktismem.
Jakmile je termín „tantra“ užíván ve vztahu s autentickým hinduistickým šaktismem, nejčastěji označuje určité rituální pomůcky (zejména mantry, jantry a múdry), zvláštní prvky kundaliní jógy, veškeré praktiky prováděné pod vedením kvalifikovaného gurua nebo ústně podané doplňky písemných zdrojů.).
V praxi tantrický šaktismus nebere ohled na kastovní zařazení jedince ani patriarchální rozdělení společnosti. Nárok vykonávat funkci gurua mají i ženy nebo šúdrové. Všechny ženy jsou považovány za manifestaci šakti, pročež se ve společnosti těší uctívání a respektu. Kdo by je urážel, přivolává na sebe hněv Déví. Každý muž si musí být vědom ženského principu uvnitř sebe a jen tak bude moci „státi se ženou“ a uctívat nejvyšší bytost.
O něco kontroverznější rituální praktikou je paňčamakara („pět M“ – madja (víno), matsja (ryba), mámsa (maso), mudra (fermentované či pražené obilí) a maithuna (kopulace), která je za určitých okolností praktikována některými školami tantrického šaktismu. Tato i jiné praktiky však mají tendenci být přeceňovány a zveličovány novináři, kteří jsou o nich špatně informovaní. Hluboké interpretační rozdíly paňčamakary jsou i v rámci šaktických tradic; některé školy ji dokonce odmítají úplně.
Jak píše Brooks, myšlenky a praktiky charakterizující tantrismus jsou obsaženy v klasickém hinduismu a bylo by chybou pohlížet na tantrismus bez ohledu na jeho vztahy s netantrickými tradicemi. Jak ukazují literární památky, védsky orientovaní bráhmani byli spojení se šaktickým tantrismem již od jeho počátků, tedy nejméně od 6. století. Šaktický tantrismus sice může mít počátky již v předvédské době v kultech Bohyně, avšak jakýkoli pokus oddělit šaktický tantrismus od sanskrtských tradic selhává.

## Uctívaná božstva
Šaktisté uctívají Déví v ohromném množství podob, avšak všechny tyto formy reprezentují jen různé aspekty jediné Nejvyšší Bohyně. Nejvyšší Bohyně bývá nazývána tolika různými jmény, že se občas zapomíná na to, že skutečná Déví je jen jedna. V jednom z hlavních šaktických spisů zvaném Dévímáhátmja Déví prohlašuje: „Já jsem samotná na tomto světě. Kdo jiný zde je mimo mě?“ Tento výrok o jednotě božství se nazývá mahávákja či též „velký výrok Devímáhátmji“. Déví po něm objasňuje, že všechny ostatní bohyně jsou jen manifestacemi její síly.

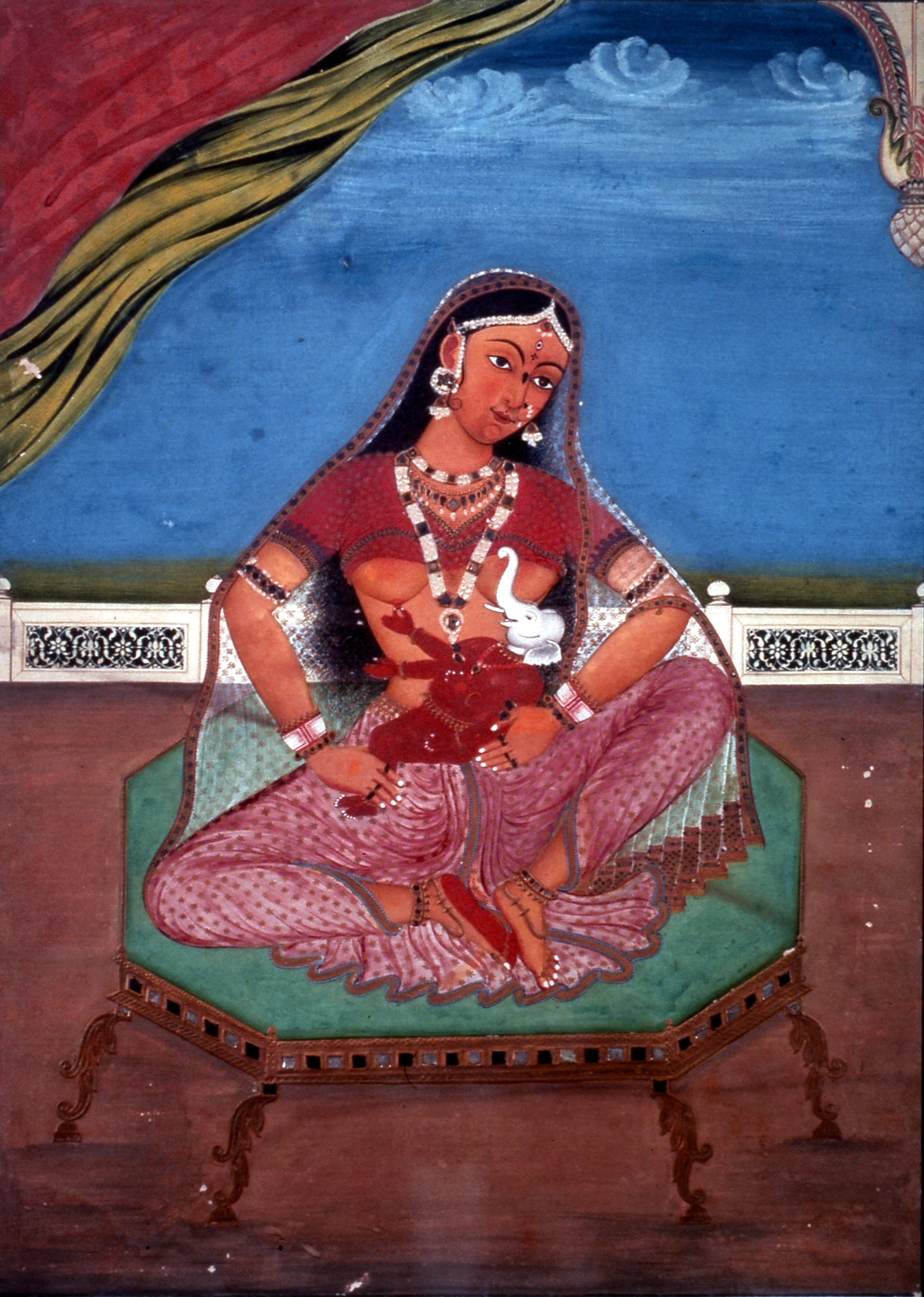
Párvatí při kojení svého syna Ganéši (kolem 1820, Džajpur, Rádžasthán)

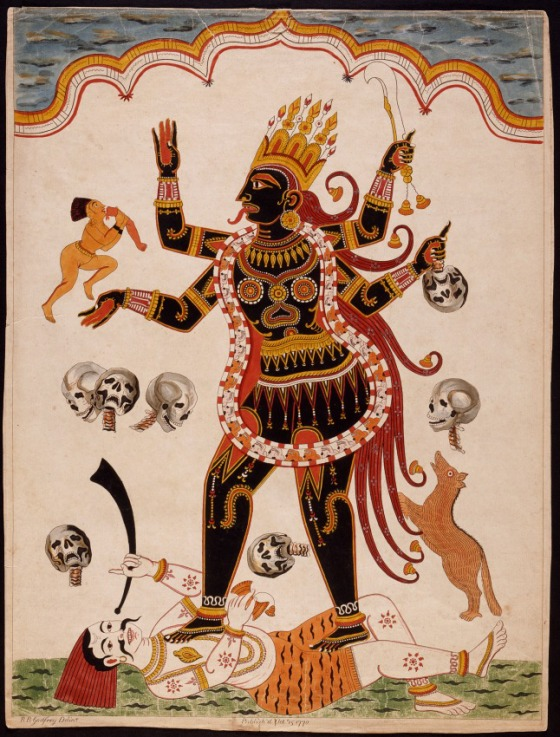
Kálí kráčející po nehybném těle Šivy (Los Angeles County Museum of Art, 1770)

Výběr konkrétní podoby Déví, které bude vzdávána pocta, závisí na mnoha činitelích jako je rodinná tradice, regionální zvyk, doporučení gurua, osobní sympatie apod. Většina z konkrétních podob Déví je spjata s konkrétními chrámy, geografickými zvláštnostmi či jednotlivými vesnicemi.

### Hlavní božstva
I přes výše zmíněné existuje několik vysoce populárních podob Bohyně, které jsou známé v celém hinduistickém světě. Prakticky každá jiná hinduistická bohyně je většinou jen manifestací jedné z těchto „základních podob“ Bohyně:
1. Ádi Parašakté, bohyně původního, transcendentního zdroje universa
2. Durga (Ambá, Ambiká), hrozivá bohyně ztělesňující Šivovu plodivou sílu
3. Lakšmí (Šrí), bohyně štěstí a materiálního bohatství, manželka Višnua
4. Párvatí (Gaurí, Umá), manželka Šivy
5. Sarasvatí, bohyně kulturních ctností (vědění, hudba, umění, vědy apod.); manželka Brahmy
6. Gájatrí, bohyně gájatrí mantry
7. Gangá, bohyně božské řeky
8. Sítá, manželka Rámy
9. Rádhá, milenka Kršny
10. Satí, manželka Šivy

### Tantrická božstva
Sdružování bohů do různých skupin je v hinduismu běžná záležitost. Pro šaktismus je typická skupina zvaná mahávidjá, kterou obvykle tvoří následující bohyně:
1. Kálí
2. Tára
3. Tripurasundarí
4. Bhuvanéšvarí
5. Bhairaví
6. Čhinnamastá
7. Dhúmávatí
8. Bagalámúkhí
9. Mátangí
10. Kamalá

## Přehled historického a filozofického vývoje
Počátky šaktismu sahají hluboko do indické prehistorie. Nejstarší nález sošky Bohyně Matky na indické půdě pochází z mladého paleolitu a pomocí radiokarbonové metody bylo její stáří odhadnuto na 22 000 let. V Méhrgarhu, jednom z nejdůležitějších světových neolitických nalezišť, bylo nalezeno tisíce ženských sošek, jejichž datace se pohybuje kolem roku 5500 př. n. l. I když je prakticky nemožné rekonstruovat náboženské představy dávných kultur jen na základě archeologických nálezů, současný archeologický a antropologický výzkum předpokládá, že přímým předchůdcem šaktismu bylo náboženství harappské kultury.

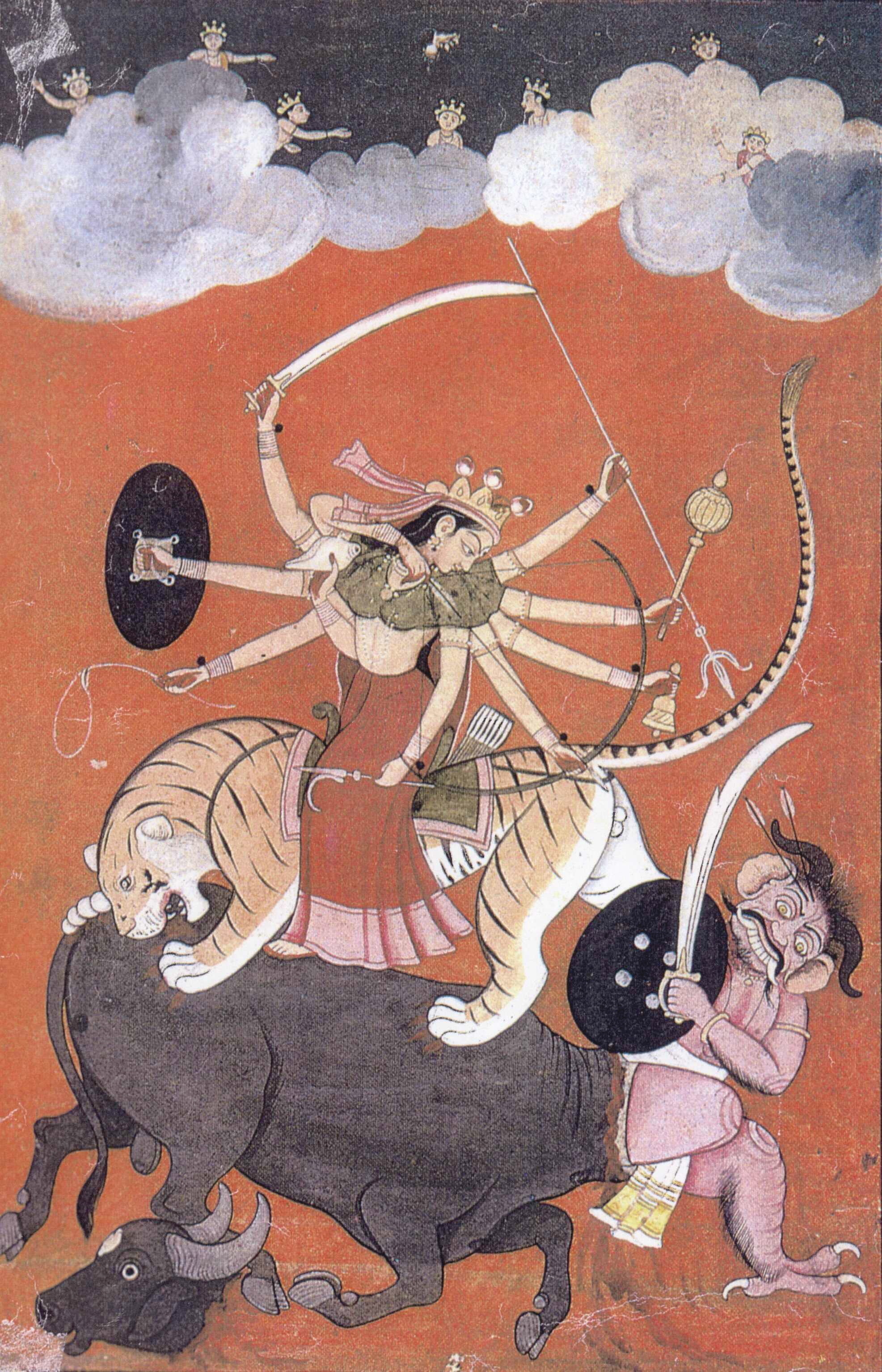
Durga porážející Mahišásuru, „buvolího démona“ (počátek 18. století)

Když začala harappská kultura upadat, původní obyvatelstvo se začalo mísit s jinými etnickými skupinami, které nakonec položily základ doby, kterou nazýváme dobou véd (zhruba 1500–600 př. n. l.). Šaktismus v podobě, jak jej známe dnes, má počátky zhruba v době vzniku védské literatury. Plný rozkvět šaktismu však nastal až v období Guptů (zhruba 300–700) a v následujících staletích.
Hlavní šaktický text se nazývá Dévímáhátmja a byl sestaven někdy před 1600 lety. V tomto spise se poprvé prolnuly různorodé mytické, teologické a kultické tradice spojované s různými ženskými božstvy. Dalšími důležitými texty jsou šaktické kanonické upanišady, šakticky zaměřené purány jako je např. Dévípurána nebo Kálikapurána, Lalitasahasranáma (z Brahmándapurány), Šankarova Soundarjalaharí a tantry.
Šaktismus výrazně ovlivnil i tzv. „lidový hinduismus“. Jeho všudypřítomný vliv se odráží i v klasickém hinduistickém pořekadle: antah šáktah bahih šaivah sabhájám vaišnavo matah – „Když jsi na veřejnosti, buď višnuista; když mezi přáteli, buď šivaista; když jsi však sám, buď vždy šaktista.“
Současný vývoj šaktismu směřuje ke zdůrazňování symboliky Bhárat Máty („Matky Indie“), k vyzdvihování ženských světic i guruů a ke stále vzrůstajícímu vlivu „nové“ bohyně Santóši Máty, jejíž kult nabyl na významu poté, co byl roku 1975 natočen film Jai Santoshi Maa.

## Hlavní tradice
Šaktismus zahrnuje takřka nekonečné množství variací věr a praktik od animismu po filosofické spekulace nejvyššího řádu. Všechny mají však jedno společné: přiblížení se k šakti. Největší tradice šaktismu jsou šríkula (rodina Šrí), která má největší zastoupení v jižní Indii, a kálíkula (rodina Kálí), která je rozšířena především na severu a východě Indie.

### Šríkula
Tradice šríkula je zaměřena na uctívání Déví v podobě bohyně Tripurasundarí, která je považována za Nejvyšší Bohyni (Mahádéví). Šríkula se zformovala někdy v 1. tisíciletí v Kašmíru a v jižní Indii se začala výrazněji rozšiřovat nejpozději v 7. století. Jedná se o současnou převládající formu šaktismu v Ándhrapradéši Karnátace, Kérale, Tamilnádu a v tamilských oblastech Srí Lanky. Nejznámější škola v rámci tradice šríkuly je šrívidjá, která patří k teologicky nejpropracovanějších a také nejvlivnějším školám tantrického šaktismu. Hlavní symbol této školy je šríčakra, snad nejznámější obraz vycházející z hinduistických tantrických tradic. Literatura i náboženská praxe školy patří k nejsystematičtějším v rámci ostatních šaktických škol.
Stoupenci šrívidji nejčastěji pohlížejí na Bohyni jako na „blahodárnou a překrásnou“, naopak přívrženci kálíkuly považují Bohyni za „děsivou a hrůznou“. Šríkula spojuje každou stránku Bohyně s Tripurasundarí.

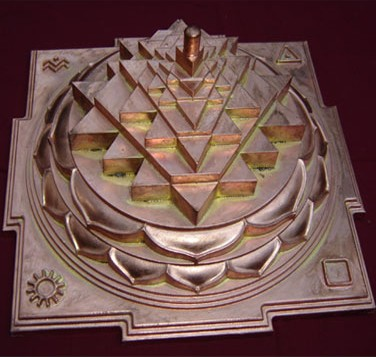
Šríjantra v trojrozměrné podobě známé jako šríméru

Stoupenci šríkuly uctívají Tripurasundarí většinou pomocí šrí(čakra) jantry. Šríčakra mívá tvar buď dvourozměrného obrazce, nakresleného dočasně pro účely rituálu či během něj, nebo bývá trojrozměrného pyramidového tvaru známého jako šríméru. Šríčakru i šríméru lze běžně spatřit v jihoindických chrámech. Slovy jednoho ze stoupenců šríkuly, kterého cituje C. MacKenzie Brown: „Není pochyb o tom, že se jedná o nejvyšší formu Déví a že některé praktiky mohou být prováděny i veřejně. Avšak co lze spatřit v chrámech není uctívání šríčakry tak, jak probíhá v soukromí.“
Šrívidjiské parampary mohou být obecně rozděleny na dva proudy, a to kaula(čára) (s vámáčárovou praxí) a samaja(čára) (dakšináčárová praxe). Kaulačára se v podobě uceleného rituálního systému poprvé objevila ve střední Indii v 8. století a její nejvýznamnější filosofem je Bháskararája, který je všeobecně považován za „nejlepšího vykladače šaktické filosofie“.
Kořeny samajačáry sahají k dílu komentátora Lakšmídhary, který žil v 16. století. Její nauka usiluje o reformu tantrické praxe tak, aby byla uvedena do souladu s normami nejvýše postavené kasty bráhmanů. Mnoho stoupenců samajačáry výslovně popírá, že by byli šaktisté či tantrici, badatelé však tvrdí, že jejich kult je fakticky dvojí.

### Kálíkula

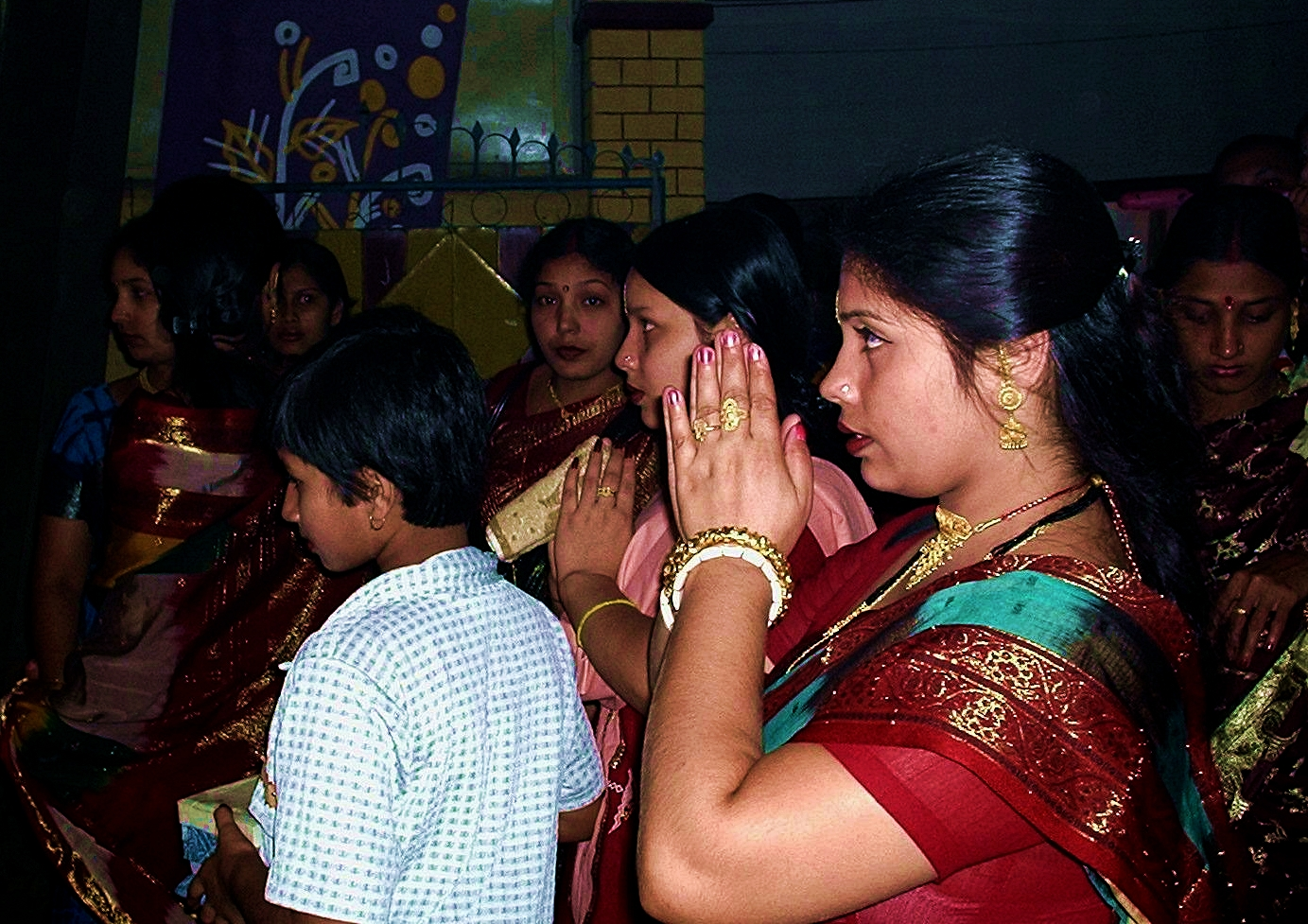
Bangladéšští šaktisté při modlitbě během Durgá púdži (říjen 2003)

Tradice kálíkula („rodina Kálí“) je rozšířena hlavně v severní a východní Indii, konkrétně v Západním Bengálsku, Ásámu, Biháru, Uríse, Maháráštře a Bangladéši. Tradice nahlíží na Déví jako na zdroj vědění a osvobození (mókša). Obecně by se dalo říci, že tvoří opozici k bráhmanské tradici, které vyčítá přílišnou konzervativnost a odmítání zkušenostní složky náboženství.
Hlavními božstvy kálíkuly jsou Kálí, Čandí a Durgá. Další bohyně, které se těší úctě, jsou bohyně z mahávidji, Tára a různá regionální božstva, která jsou však považována jen za různé podoby Déví. Hlavními centry kálíkuly jsou Kálíghát v Kalkatě a Tárápíth v Západním Bengálsku. V Kalkatě je uctívána především Kálí, která je pro stoupence kálíkuly milující matkou, která svou zuřivostí ochraňuje své „dětí“. Navenek je děsivá – má tmavou kůži, špičaté zuby a náhrdelník z lebek; v nitru je však překrásná. Dokáže zajistit dobré znovuzrození i hluboký náboženský vhled. Uctívání Kálí je obvykle společenská záležitost, k níž dochází hlavně během Kálípúdži a Durgápúdži. Uctívání může probíhat formou kontemplace nad jednotou stoupence kálíkuly s Kálíiným božstvím či láskou, vizualizací její podoby, přednášením manter, přinášením darů nebo modlitbou před jejím zpodobněním či jantrou.
V Tárápíthu je převládajícím božstvem Tára či Ugratára („zuřivá Tára“). Sádhany mají v Tárápíthu spíše jógickou a tantrickou podobu. Šaktisté, obklopeni popelem a kostmi, je obvykle provádí v sedě a na spálené půdě. V Tárápíthu šaktická tradice vstřebala i některé prvky šamanismu, jako je exorcismus, trans nebo snahu o ovládnutí duchů. Filosofický a náboženský podtext takových rituálů a praktik je však vždy jeden: vzdát hold Déví jakožto nejvyššímu a absolutnímu bytí. Slovy Rámakršny, jednoho z nejvlivnějších filosofů moderního bengálského šaktismu:
| „ | „Kálí není nikdo jiný než brahman. To, co je nazýváno brahman, je ve skutečností Kálí. Ona je tou původní hnací energií. Když tato energie zůstane nečinná, nazývám to brahman, a když tvoří, udržuje či ničí, nazývám ji šakti či Kálí. Co ty nazýváš brahman, já nazývám Kálí. Brahman a Kálí nejsou odlišní. Jsou jako oheň a jeho spalující síla: pokud člověk uvažuje o požáru, musí zároveň myslet na jeho spalující sílu. Jestliže člověk rozpozná Kálí, musí rozpoznat i brahman; jestliže člověk rozpozná brahman, musí rozpoznat i Kálí. Brahman a jeho síla jsou totožné. Je to brahman, kterého oslovuji jako Šakti nebo Kálí“. | “ |

## Svátky
Šaktisté slaví většinu hlavních hinduistických svátků. Mimo to existuje obrovské množství dalších svátků, které se odvíjejí od lokálních tradic, chrámového zasvěcení či druhu uctívaného božstva. Některé z hlavních svátků jsou popsány níže.

### Navarátrí

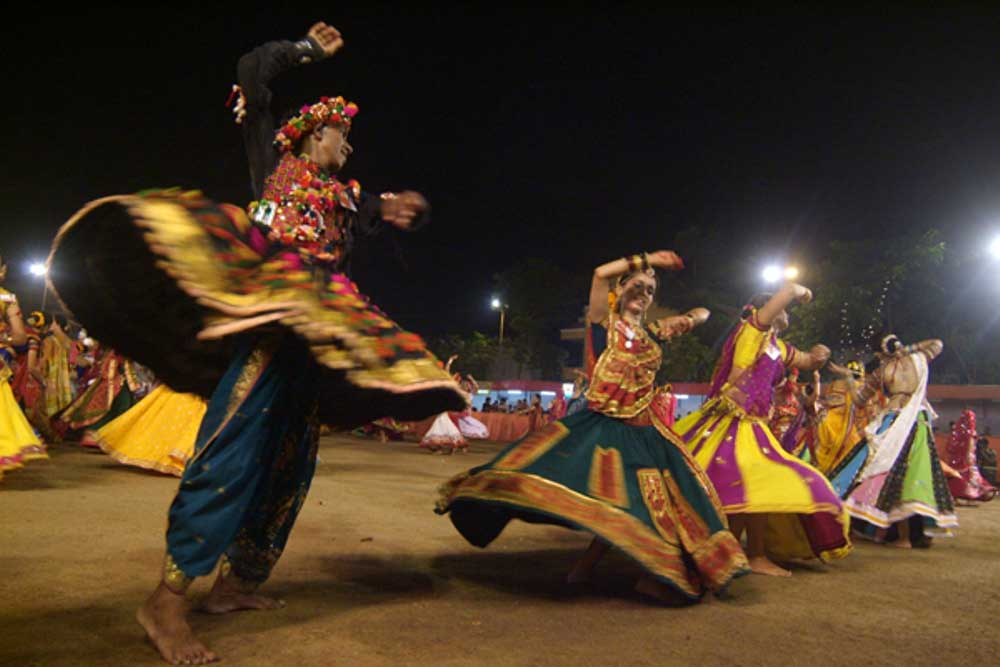
Oslavy Navarátrí (říjen 2006, Ahmadábád, Gudžarát)

Navarátrí („svátek devíti nocí“) je hlavní šaktický svátek, který připadá na období října a listopadu. Je slaven devět dní, na desátý den obvykle připadá svátek Vidžajá dašamí. Svátek je oslavou vítězství Durgy nad zlými démony, jak se o tom zmiňuje Dévímáhátmja. V Bengálsku jsou poslední čtyři dny svátku nazývány Durga púdža a odkazují k vítězství Durgy nad Mahišásurou.
Zatímco všichni hinduisté slaví Navarátrí pouze na podzim, šaktisté slaví ještě další dvě Navarátrí – jedno na jaře a druhé v létě. Jarní svátek je znám pod jménem Vasanta Navarátrí či Čaitra Navarátrí a je slaven v měsíci čaitra (březen/duben); šrívidjové věnují tento svátek Lalitě (Tripurasundarí). Letní svátek se nazývá Ášádha Navarátrí a je slaven v měsíci ášádha, který připadá na období června/července. V chrámu Vaišnodéví v Džammú je Ášádha Navarátrí považována za nejvýznamnější svátek ze všech svátků Navarátrí vůbec. Období svátku Ášádha Navarátrí je považováno za zvláště příznivé pro uctívání Váráhí, bohyně s hlavou divokého prasete.
Jedná se o šakti Višnuova avatára Varáhy.

### Díválí a další
Svátek díválí („svátek světel“) je největší oslavou bohyně Lakšmí a je slaven v celé Indii. V severní Indii označuje počátek Nového roku a probíhá v měsíci kártik (říjen/listopad) během noci, kdy je měsíc v novu. Šaktisté a i někteří další hinduisté jej považují za další Lakšmí púdžu (svátek slavený za úplňku po podzimní Durgá púdže). Kolem domu umisťují olejové lampy a modlí se za požehnání Bohyně. Svátek Díválí splývá se slavením Kálí púdži, která je populární hlavně v Bengálsku, a některými šaktickými tradicemi, které uctívají Kálí raději než Lakšmí.

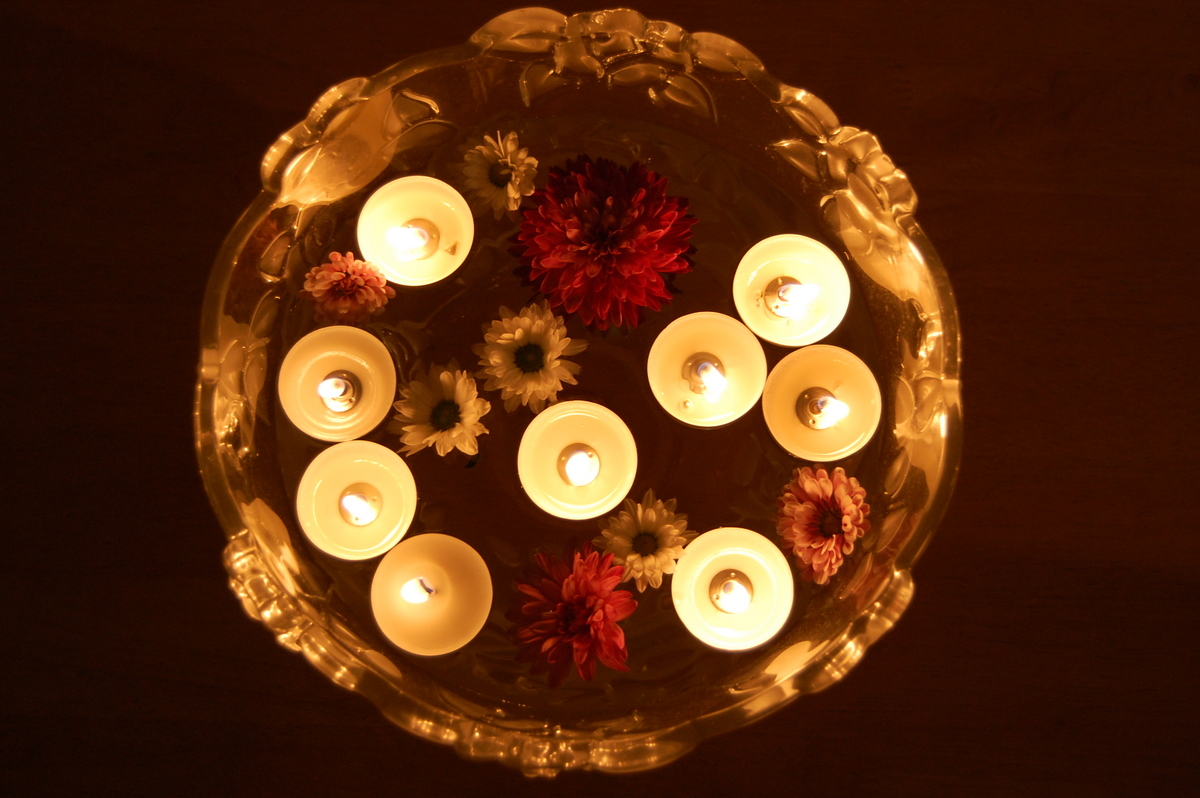
Malé plovoucí svíčky, které jsou po skončení Lakšmí púdži postaveny před dům

Další slavností je Džagaddhátrí púdža, která je slavena poslední čtyři dny Navarátrí po Kálí púdže. Je velmi podobná Durgá púdže a zvlášť populární je v Bengálsku a některých částech východní Indie.
Gaurí púdža je slavena pátý den po svátku Ganéša Čaturthí. Je oslavou příchodu Gaurí, Ganéšovy matky, která jej dovedla zpět domů.
Svátek Sarasvatí púdža má velmi mnoho variant, které se odvíjejí od lokálních tradic. Obyčejně je slaven pátý den měsíce phálgun (leden/únor), kdy studenti nabízejí své knihy a hudební nástroje Sarasvatí, ke které se zároveň modlí, aby požehnala jejich studiím. V některých částech Indie je Sarasvatí púdža slavena v měsíci mágh; jinde zase během posledních tří dní Navarátrí.
Hlavní chrámové svátky šaktistů jsou Mínákšíkaljána a Ambubačiméla. Mínákšíkaljána je oslavou šťastného sňatku Déví (Mínákší) se Šivou a hlavní oslavy probíhají v chrámu Mínákší v Madurai v Tamilnádu. Svátek probíhá 12 dní počínaje druhým dnem měsíce čaitra. Ambubačiméla je oslavou každoroční menstruace Bohyně; připadá na monzunové období (červen/červenec). Oslavy se soustředí zejména kolem chrámu Kámákhja v Ásámu, kde je Déví uctívána v podobě jóni (symbol ženských pohlavních orgánů).

## Chrámy

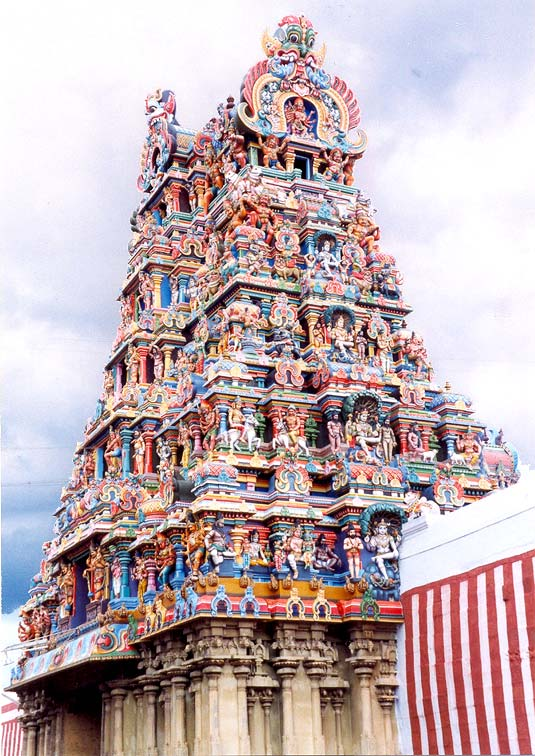
Gopura chrámu Mínákší v Madurai, Tamilnádu (foto z roku 1997)

Šaktických chrámů existuje tisíce a jsou rozmístěny po celé Indii. V celé zemi je prakticky nespočet svatých míst věnovaných bohyním a o popularitě jejich kultů svědčí i bezpočet míst, které jsou po nich pojmenovány. Již mnohokrát se lidé pokoušeli o organizaci těchto míst do seznamu zvaných pítha (lit. „sídla Déví“ či obecněji „místa síly“).

## Kritika
Šaktismus bývá někdy označován za pověrčivý a černou magií prostoupený systém, který nemůže být ani uznán za pravé náboženství. Příklad takové kritiky pochází z 20. let 20. století z pera indického učence:
| „ | Tantry, bible šaktismu, spojují všechnu moc s ženským principem a učí nepřiměřenému uctívání manželek Šivy a Višnua na úkor jich samých. Ohromné množství Indů se v každodenním životě řídí tantrickým učením a dá na sprosté pověry, které se v tantrách nacházejí. Lze tak jen stěží pochybovat o tom, že šaktismus je hinduismus v jeho nejhorší a nejzkaženější podobě. | “ |

Badatelé přisuzují takovou kritiku jednak ignoranci, nepochopení či sektářské zaujatosti ze strany pozorovatelů, a jednak nevybíravým praktikám šaktistů.
U hinduistů je poměrně běžné setkat se s tvrzením, že šivaistické a višnuistické školy vedou k mókši (osvobození ze samsáry) či duchovnímu osvícení, zatímco šaktismus vede pouze k získání siddhi (okultních sil) nebo bhukti (materiálním prožitkům), či že dokonce vede k šivaismu (jak tvrdil Šivája Subramunijasvámí (1927–2001), podle kterého uctívání ženských manifestací je jen prostředek k dosažení skutečného, mužského boha).

## Šaktismus mimo jižní Asii
I když je šaktismus nejvíce rozšířen na území jižní Asie, jeho stoupenci se najdou i v jiných zemích. Šaktické chrámy se dnes nacházejí na většině kontinentů. K významným chrámům patří např. Kálí Mandir v Kalifornii nebo chrám šrívidjí ve městě Rush ve státě New York. Posledně jmenovaný chrám byl nedávno předmětem hloubkové akademické studie zkoumající dynamičnost hinduistické diaspory. Studie se mimo jiné zabývala i neindickými stoupenci hinduismu, resp. šaktismu.
Někteří spisovatelé a filosofové, zejména z prostředí New Age a feministického hnutí, se pokoušejí nahlížet na Kálí v novém světle. Kálí považují za symbol celistvosti a léčení a spojují ji především se ženskou potlačovanou sexualitou a schopnostmi. Tyto svérázné interpretace pocházejí hlavně z feministického prostředí a téměř žádný z podobných výkladů nemá oporu v šaktických textech či praxi. Podobné výklady ukazují, jak obtížný je mezikulturní přenos Kálíina kultu, jež je prodchnut symbolikou, která mimo jihoindické prostředí nenachází oporu v kulturních a sociálních reáliích.